# Sella (recipiente)

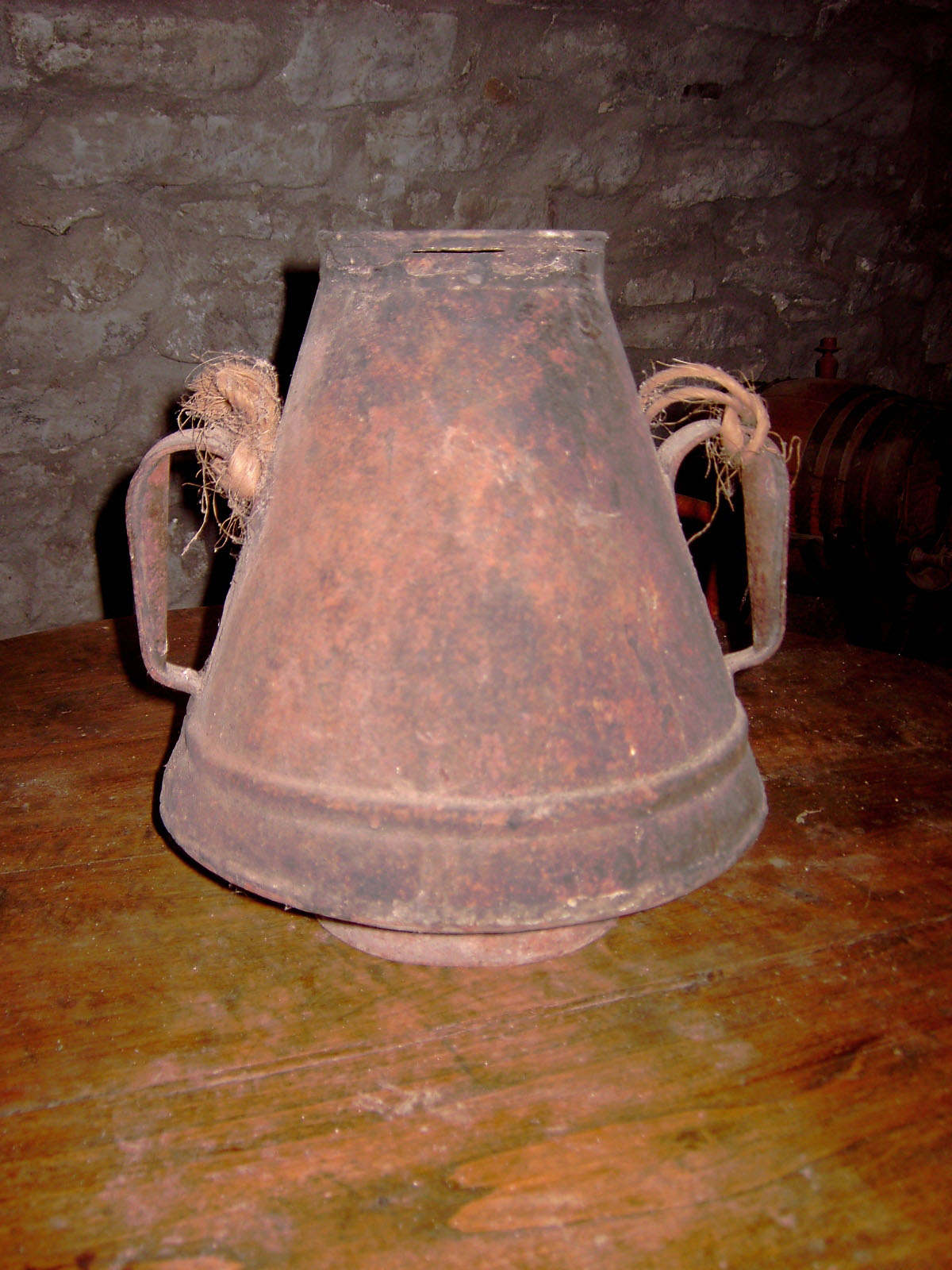
Sella aragonesa del pirineo de Huesca, donde también se llama «cantro» (cántaro).

Una sella es el nombre que recibe en parte de España un recipiente usado para transportar líquidos, por lo general agua, aunque también se ha utilizado en la industria doméstica lechera como receptáculo para ordeñar (vacas, ovejas, cabras, yeguas). Aunque el modelo más conocido es de madera con aros metálicos, siguiendo las técnicas ancestrales de la tonelería, también se aplica el término a recipientes hechos en latón, zinc, aluminio, hierro fundido y otras aleaciones cubiertas de esmaltes cerámicos. Algunos manuales proponen como etimología el galicismo de «seille», un tipo de pequeño barreño francés. Está considerada como un recipiente emblemático de la tonelería en Galicia, región en la que también se elaboran recipientes decorativos de alfarería y cerámica. Puede equipararse a las herradas vascas y la ferrada asturiana.

## Tipología y localización
Este cubo o gran lechera se caracteriza por su perfil de tronco de cono (común a las herradas septentrionales), y suele tener dos asas enfrentadas o bien un asa semicircular movible, como en los baldes tradicionales.

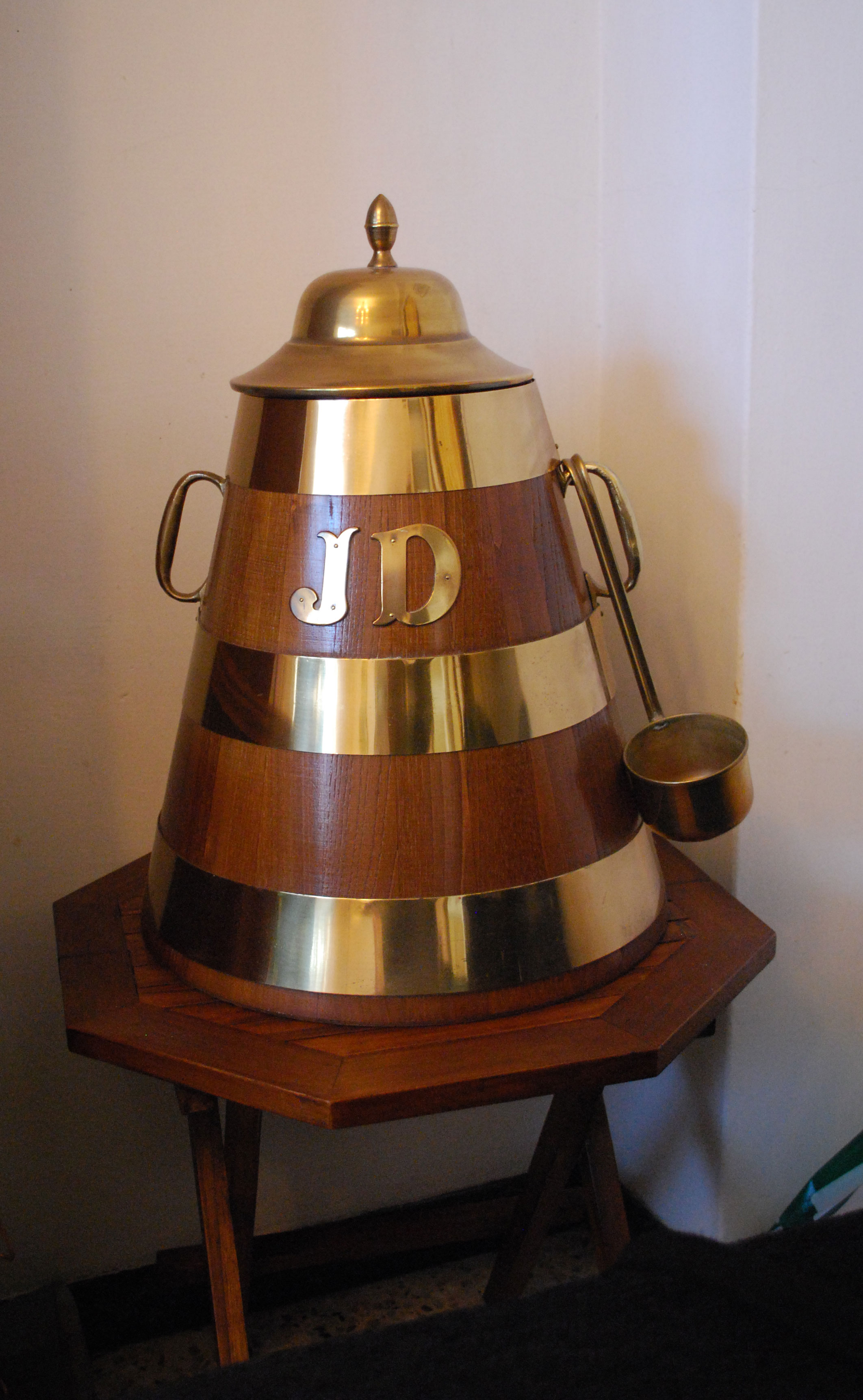
Sella de la Ría de Betanzos.

La sella, con posibles variaciones en su denominación, se ha utilizado en toda la zona septentrional de España y a ambos lados de los Pirineos.
Otros recipientes hermanos de la sella son, en la misma familia de las herradas, las «ferradas» o «farradas», «caballets», "cañadones" y "muñideras".

## En la literatura
Frecuente en la novela realista española del siglo xix, una de sus mejores representantes, Emilia Pardo Bazán describe así la sella en este párrafo de la novela La Tribuna:

Esta vecina atravesaba con la sella de relucientes aros camino de la fuente; aquella se acomodaba a sacudir un refajo o a desocupar, mirando hacia todos lados con recelo, una jofaina; la de más acá salía con ímpetu a administrar una mano de azotes al chico que se tendía en el polvo; la de más allá volvía con una pescada, cogida por las agallas, que se balanceaba y le flagelaba el vestido.
Emilia Pardo Bazán La Tribuna (1883). Capítulo XXX

## En las estampas de la antropología del Pirineo
Diversas obras, dedicadas al folclore y la etnografía a ambos lados de los Pirineos, recogen en sus páginas estampas del uso del recipiente tipológica y morfológicamente relacionado con las sellas:

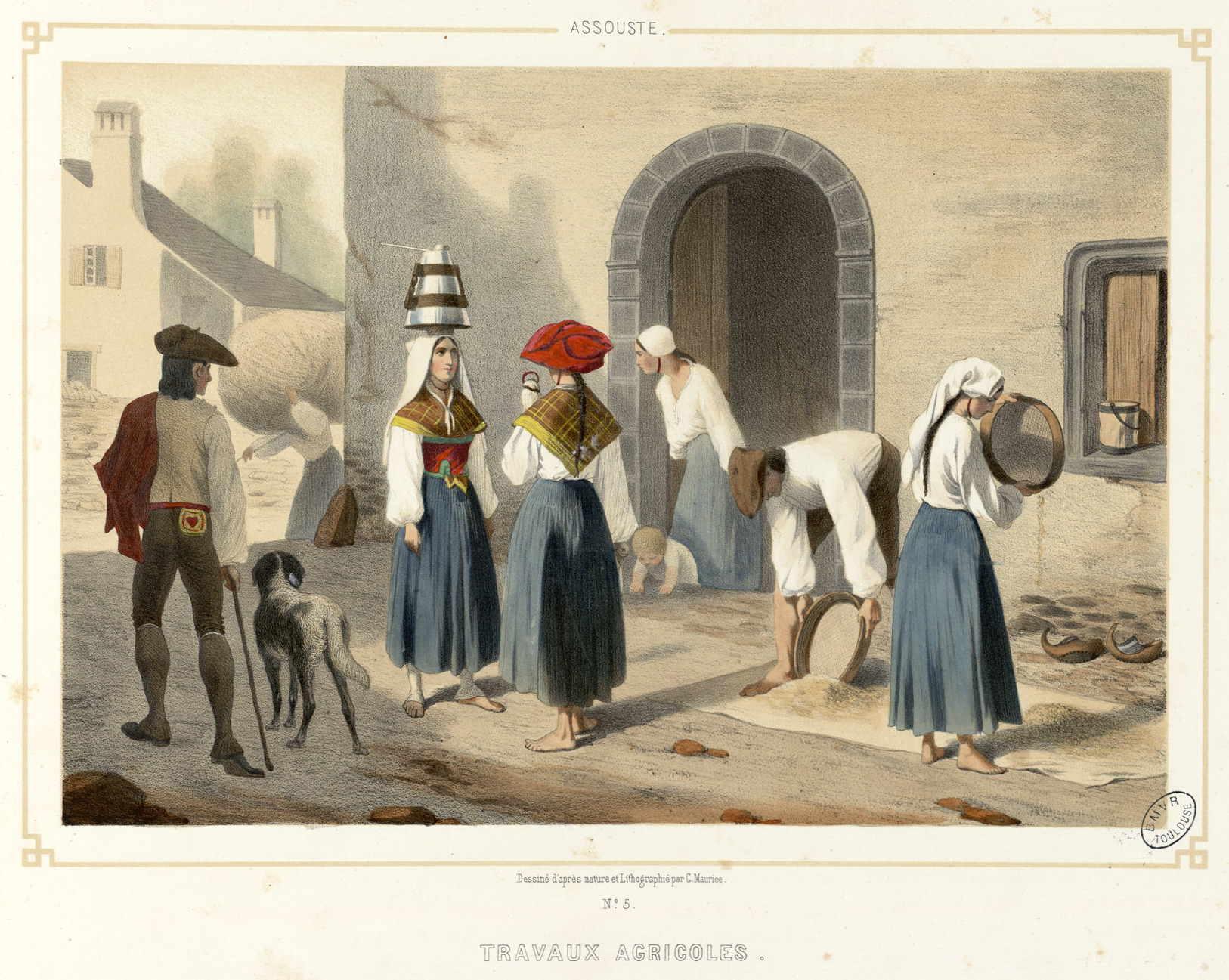
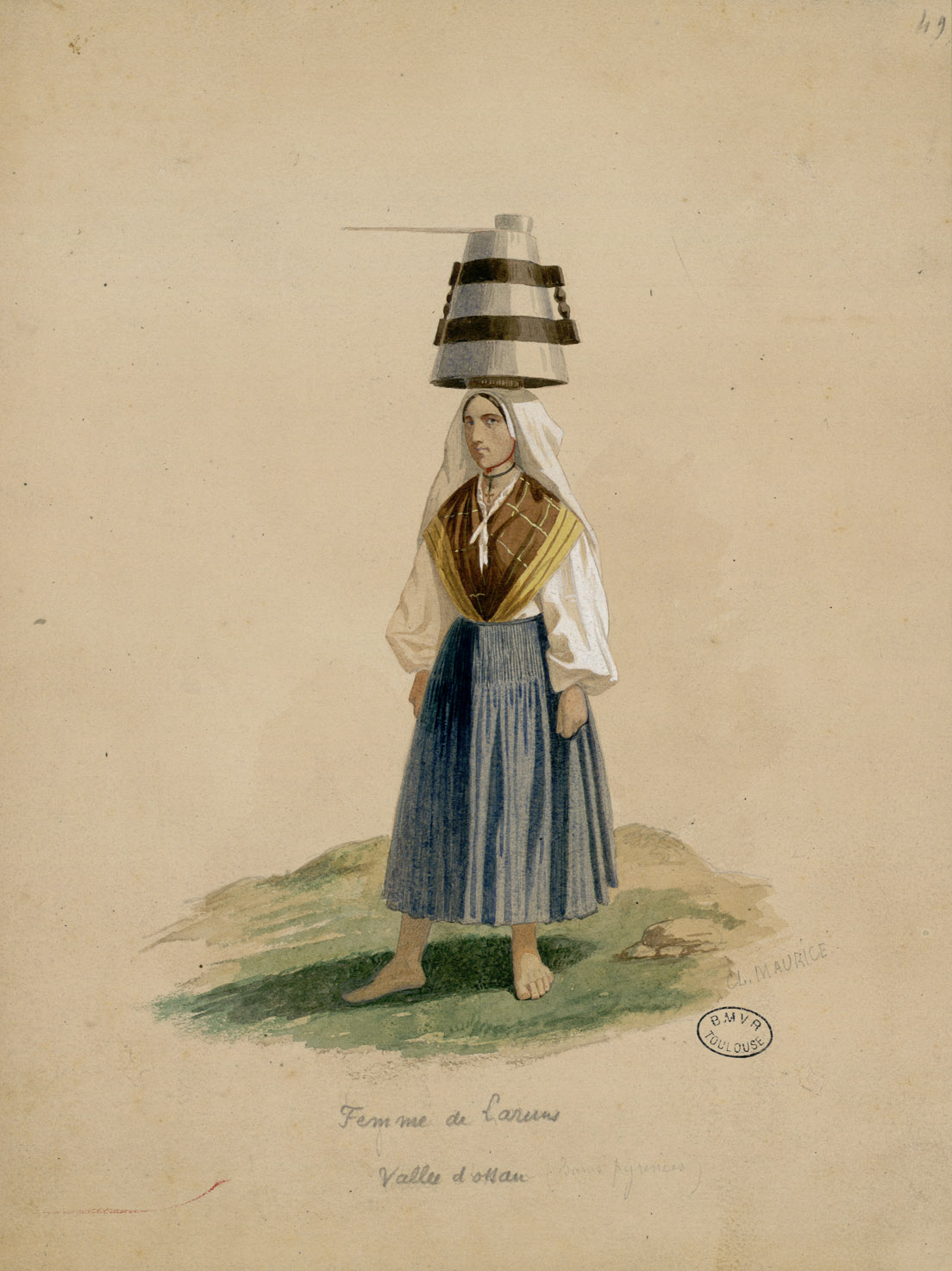
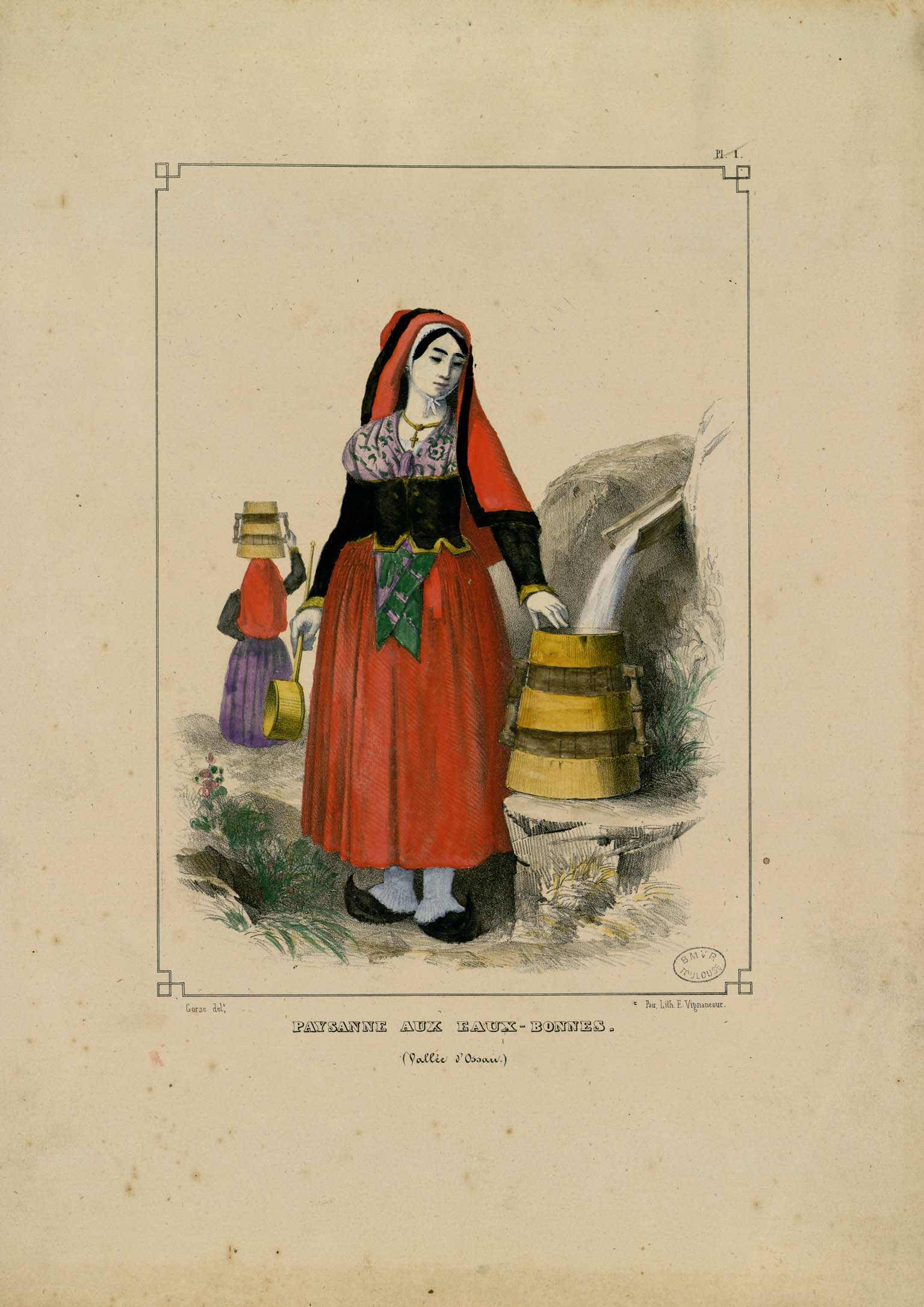
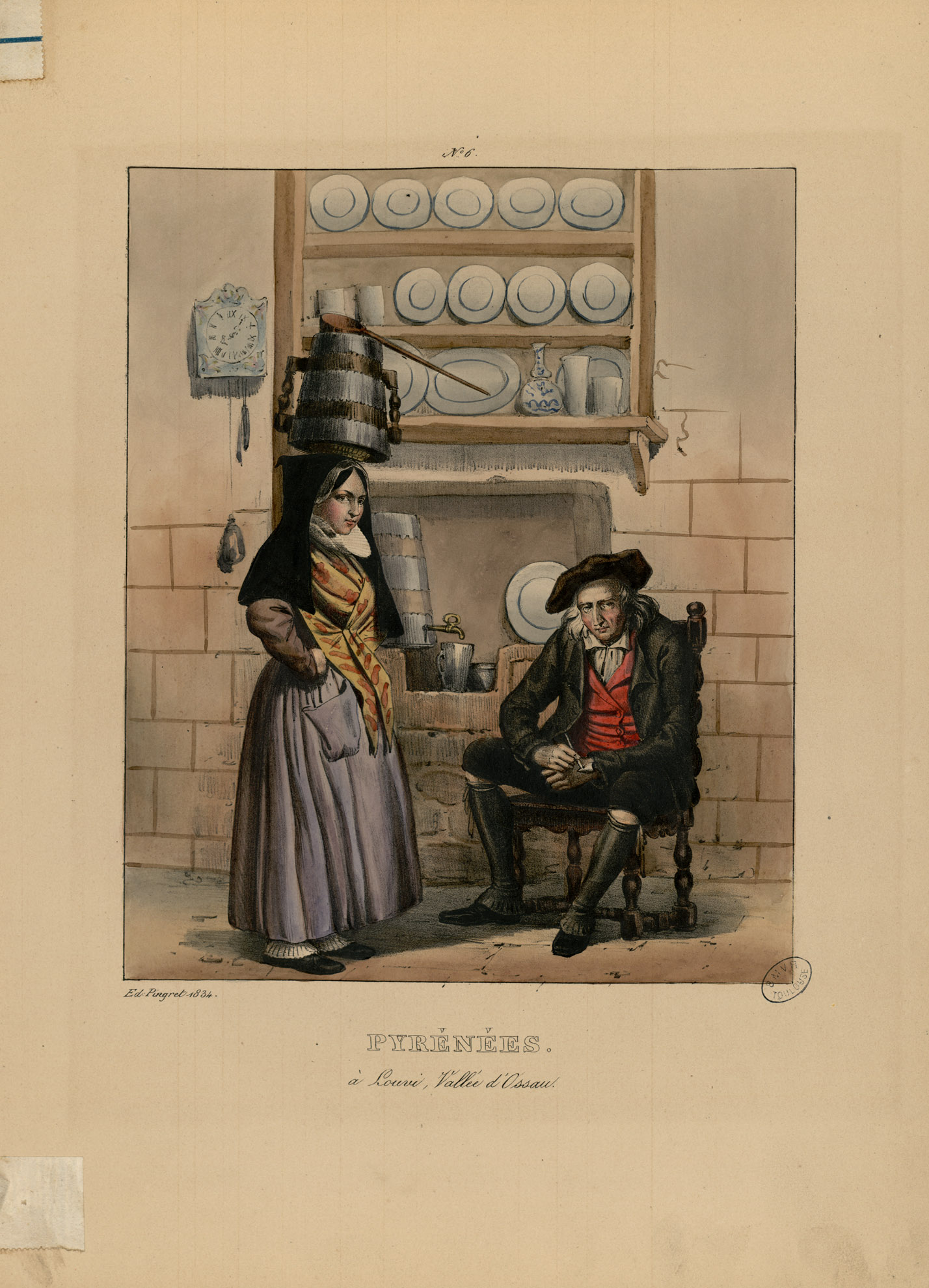